# Śnitków
Śnitków (ukr. Снітків) – wieś na Ukrainie w rejonie mohylowskim (do 2020 r. w rejonie kuryłowieckim) obwodu winnickiego.
Pod rozbiorami siedziba gminy Śnitków w powiecie mohylowskim guberni podolskiej.
Podczas okupacji hitlerowskiej, pod koniec 1941 roku Niemcy utworzyli getto dla żydowskich mieszkańców. Przebywało w nim około 500 osób. 20 sierpnia 1942 roku Niemcy zlikwidowali getto, a Żydów wywieźli do getta w Kuryłowcach Murowanych.

## Dwór
- dwór zakrawający na pałac wybudowany na przełomie XVIII w. i XIX w. w stylu klasycystycznym przez Teodora Dzierżka istniał do 1917 r.[3]